# Colegio Nacional Vicente Rocafuerte
El Colegio Nacional "Vicente Rocafuerte" (fundado bajo el nombre de Colegio del Guayas), es un centro educativo fundado el 26 de diciembre de 1841 a petición del Gobernador de Guayaquil, al entonces presidente Juan José Flores. El 10 de diciembre de 1900, se le otorgó mediante el decreto legislativo del Congreso Nacional el nombre de Colegio Nacional "Vicente Rocafuerte".
Su eslogan es: "Donde hay una VR hay un campeón".

## Historia
El 26 de diciembre de 1841, el Gobernador de Guayaquil, Vicente Rocafuerte, hizo una petición al presidente del Ecuador, Juan José Flores para la creación de un plantel estudiantil en Guayaquil. Luego que por medio de un decreto, el presidente aceptó la creación del plantel que tuvo por nombre Colegio del Guayas, el 1 de febrero de 1842. El plantel tuvo como primer rector al Dr. Francisco Teodoro Maldonado Cora. El 18 de mayo de 1843 se decretó un restablecimiento del plantel, debido a los escasos recursos económicos. Se decidió cambiar el nombre del colegio al de San Vicente del Guayas el 4 de diciembre de 1847, en homenaje a Vicente Rocafuerte quien falleció el 17 de mayo de ese año. Finalmente el 10 de diciembre de 1900 se decidió cambiar el nombre a Colegio Nacional Vicente Rocafuerte.
Desde sus inicios, el colegio fue mixto, hasta 1937, luego que se decidiera que sea sólo para varones. El 29 de abril del 2005, el Consejo Nacional de Educación Superior (Conesup) aprobó al plantel como Instituto Superior Tecnológico. Debido a la ley de educación implementada bajo el gobierno del presidente Rafael Correa, el plantel volvió al funcionamiento como colegio mixto en 2011 (período lectivo 2011-2012).
El primer rector en dirigir el colegio fue el Dr. Francisco Teodoro Maldonado Cora. El pintor Theo Constante fue alumno, profesor y rector del plantel. En 2009, Carmen López de Gutiérrez, Profesora de Matemáticas, se convirtió en la primera mujer en ocupar el rectorado del colegio.
Trece (13) alumnos han llegado a ser presidentes de la república, entre quienes están: Lizardo García, José Luis Tamayo, Alberto Guerrero Martínez, Emilio Estrada, Alfredo Baquerizo Moreno, Juan de Dios Martínez Mera, Carlos Arroyo del Río, Carlos Julio Arosemena Monroy, Otto Arosemena Gómez, Carlos Julio Arosemena Tola, Jaime Roldós Aguilera. (Ley de Educación vigente en esos años disponía culminar el Bachillerato en el Colegio Vicente Rocafuerte.)

## Himno
El rector Dr. Juan Gómez Rendón, quien al observar que el establecimiento cumplía setenta años de vida en 1901, creyó conveniente que la institución contara con una canción propia. 
El bachiller del antiguamente denominado San Vicente del Guayas, Dr. César Borja Lavayen, acogió la idea y por gratitud a su plantel, se comprometió a escribir el poema dedicado a los alumnos, terminándolo el 22 de enero de 1902. Por su parte el Dr. Gómez Rendón, distinguió al profesor de canto y bachiller del mismo colegio, Sr. Francisco Javier del Castillo Molina, para que escribiese la música del himno. 
La composición se estrenó en la velada literaria celebrada el 5 de abril de 1902, en el nuevo local inaugurado el 10 de agosto de 1901, en las calles de la Caridad (Chile) y del Colegio (Clemente Ballén), la cual fue cantada por un pequeño coro de estudiantes bajo la batuta y conducción del profesor Francisco Javier del Castillo Molina.
El himno a más del coro, consta de 10 estrofas de las cuales son interpretadas la primera y la décima estrofa (en la décima estrofa se repite la primera) junto con el coro.

## Exalumnos notables
- Lizardo García
- José Luis Tamayo
- Alberto Guerrero Martínez
- Emilio Estrada
- Alfredo Baquerizo Moreno
- Juan de Dios Martínez Mera
- Francisco Arízaga Luque
- Carlos Arroyo del Río
- Carlos Julio Arosemena Tola
- Carlos Julio Arosemena Monroy
- Otto Arosemena Gómez
- Jaime Roldós Aguilera
- César Borja Lavayen
- Teodoro Maldonado Carbo
- Rafael Mendoza Avilés
- Raúl Clemente Huerta
- Medardo Angel Silva
- José de la Cuadra
- Enrique Gil Gilbert
- Ricardo Vasconcellos
- Pedro Jorge Vera
- Ernesto Jouvín
- Carlos Luis Plaza Dañín
- Jorge Perrone Galarza
- Theo Constante Parra
- Nicolás Kingman Riofrío
- César Verduga
- Angel Duarte Valverde
- Leopoldo Izquieta Pérez